# Galai Patera
La Galai Patera è una struttura geologica della superficie di Io.